# Revenge (počítačová hra)
Revenge je nedokončená hra pro počítače Sinclair ZX Spectrum a kompatibilní (například Didaktik). Jedná se o hru českého původu, autorem je Jiří Koudelka, který ji napsal pod přezdívkou George K. Dokončeno bylo pouze demo této hry. Vydavatelem hry měla být společnost Proxima - Software v. o. s.
Hra je střílečka, kde hráč ovládá raketu letící vesmírem. Hráč má k dispozici celkem tři rakety. Po zničení třetí hráčovy rakety hra končí.
Hru je možné ovládat Kempston joystickem nebo Sinclair joystickem. Hra počítá i s Kempston joystickem připojeným pomocí interface 8255 v disketové jednotce Didaktik 40. Na ZX Spectru 128K má hra i funkci replay.